# 新疆黄精
新疆黄精（学名：Polygonatum roseum）是百合科黄精属的植物。分布于哈萨克、西西伯利亚以及中国大陆的新疆等地，生长于海拔1,450米至1,900米的地区，多生长在山坡阴处，目前尚未由人工引种栽培。